# 金太郎飴
金太郎飴是一种日本江户时代流行的一种糖果。通过将各种花色的糖搓成条状，并通过预想中的设计组合在一起呈筒状，然后将其拉伸成条，再横向切成粒。每个糖粒的横断面都呈现出金太郎的头像。制作理念和寿司相似。

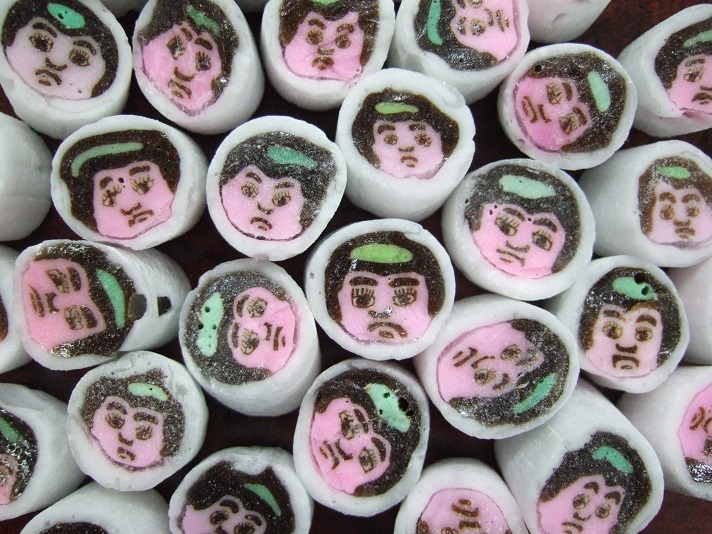
金太郎飴

现在的金太郎飴的图案已经不仅限于金太郎。延伸出了花朵，水果，文字等多种图案。
因为金太郎飴不管怎么切，横断面都是一样的，有人用金太郎飴来比喻千人一面，众口一辞的社会现象。